# Razići
Razići (en cyrillique : Разићи) est un village de Bosnie-Herzégovine. Il est situé dans la municipalité de Konjic, dans le canton d'Herzégovine-Neretva et dans la fédération de Bosnie-et-Herzégovine. Selon les premiers résultats du recensement bosnien de 2013, il compte 63 habitants.

## Histoire
Sur le territoire du village se trouve la nécropole de Crkvina qui abrite 104 stećci, un type particulier de tombes médiévales ; on y trouve aussi les vestiges d'une église médiévale. Cet ensemble est inscrit sur la liste des monuments nationaux de Bosnie-Herzégovine.

## Démographie

### Évolution historique de la population
| 1948 | 1953 | 1961 | 1971 | 1981 | 1991 | 2013 |
| ---- | ---- | ---- | ---- | ---- | ---- | ---- |
| -    | -    | 319  | 248  | 183  | 153  | 63   |

|  |